# Marte Stokstad

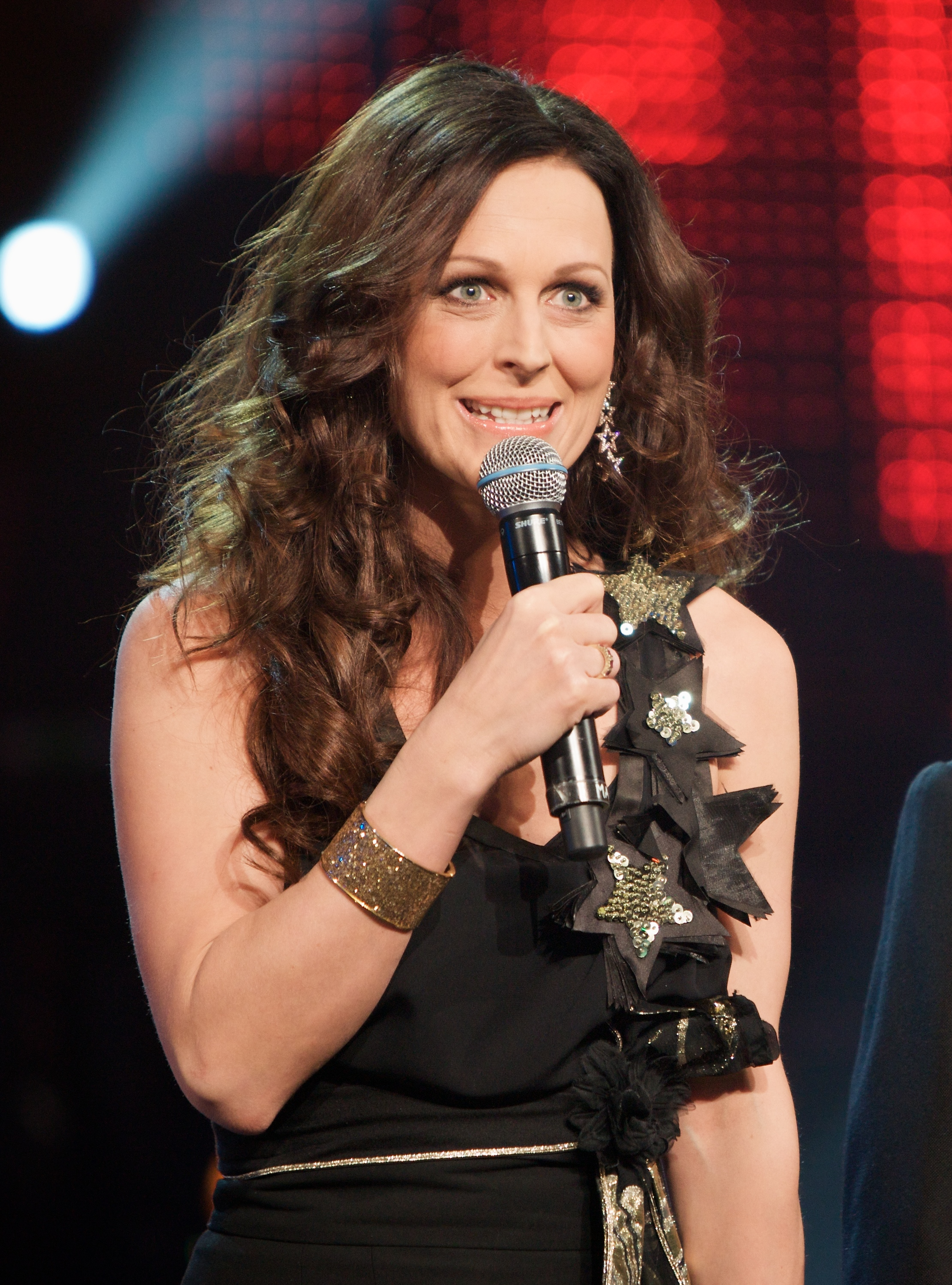
Marte Stokstad, 2010

Marte Stokstad (* 1978) ist eine norwegische Radio- und Fernsehmoderatorin, die überwiegend für Norsk rikskringkasting (NRK) tätig ist.

## Leben
Stokstad stammt aus der Gemeinde Rælingen. Ihr Bruder ist der Sportmoderator Morten Stokstad, ihre Stiefschwester die Sportmoderatorin Anne Rimmen. Marte Stokstad startete ihre Karriere im Jahr 1999 bei der Kinder- und Jugendabteilung des norwegischen Rundfunks Norsk rikskringkasting (NRK). Ab 2001 war sie für den Radiosender NRK P3 tätig, wo sie ab 2003 ihre eigene Sendung Marte moderierte. In dieser Zeit moderierte sie auch mehrfach die Musik-Tournee VG-lista topp 20. 2007 wechselte sie zum Fernsehsender TV 2, wo sie eine Staffel der norwegischen Ausgabe von Pop Idol, Idol: Jakten på en superstjerne, moderierte. Bei TV 2 leitete sie außerdem die Sendung Norske talenter. Im Jahr 2009 kehrte sie als Radiomoderatorin zu NRK P3 zurück.
In den Jahren 2010 und 2012 moderierte sie gemeinsam mit Per Sundnes den Melodi Grand Prix, den norwegischen Vorentscheid für den Eurovision Song Contest (ESC). Im Anschluss entwickelte sie ihre eigene Fernsehshow De nominerte. Zwischen 2013 und 2019 leitete sie beim NRK die Sendereihe Adresse, bei denen im Vorfeld des ESC die Beiträge von Experten und Fans kommentiert und bewertet werden. Im Jahr 2020 hätte sie den Eurovision Song Contest in Rotterdam kommentieren sollen. Nachdem dieser abgesagt wurde, moderierte sie die Sendung Adresse Europa, in der die besten Eurovision-Momente gesucht wurden, sowie gemeinsam mit Ronny Brede Aase Eurovision Song Contest: Norge bestemmer. Seit 2021 moderiert sie erneut die Reihe Adresse und fungiert als Kommentatorin beim Eurovision Song Contest. Für ihre Moderationstätigkeit bei Adresse Liverpool erhielt sie im Jahr 2024 eine Nominierung beim Fernsehpreis Gullruten. Im Jahr 2025 moderierte sie gemeinsam mit Tete Lidbom und Markus Neby den Melodi Grand Prix 2025. Auch 2025 erhielt sie erneut eine Gullruten-Nominierung.

## Auszeichnung
Gullruten
- 2024: Nominierung in der Kategorie „Beste Moderation – Unterhaltung“ (für Adresse Liverpool)[7]
- 2025: Nominierung in der Kategorie „Beste Moderation – Unterhaltung“ (für Adresse Malmö)[8]